# アステカ (プロレスラー)
アステカ（1970年7月16日 - ）は、アステカをモチーフにした日本の覆面レスラー。

## 経歴
長崎市立西北小学校出身。
タイガーマスク（初代）に憧れてプロレスラーになるため、中学時代にスクワット、高校時代にボディビルジムに通い、ウエイトリフティングで体を鍛える。
高校卒業後、新日本プロレスの事務所と試合会場を何度も訪ねるが、その度に門前払いを喰らう。その後、新日本の入門テストを受けさせてもらうがトータル800人の受験希望者の中の20人に残るも不合格（合格者は小島聡のみ）。
日雇い労働で50万円貯めてメキシコへ渡り、磁雷矢を頼りに練習を開始するも練習についていけず日本に帰国。
運送会社の事務職で働き、夕方からは磁雷矢に紹介されたシュートボクシングジムでトレーニングを積む。
ヘルニアの治療のため、日本に帰国していた磁雷矢と共に練習をするようになり、磁雷矢のスパーリングパートナーを務めながらプロレスのトレーニーングを教わる。
磁雷矢が再びメキシコへ渡ったあと、もう1度50万円貯めて再度メキシコへ渡り、レイ・メンドーサに師事する。師匠から徹底的にルチャリブレの基礎を叩き込まれる。
1993年5月2日、磁雷矢とタッグを組んで対デリート&アポカリプシス組戦でデビュー。同年、日本に帰国して様々なプロレス団体に参戦。
1995年、レッスル夢ファクトリーに入団。
1997年4月、小川聡志と共にプロレスリング華☆激を設立。6月8日、みやま市立　山川体育センターで華☆激の旗揚げ戦を開催。華☆激所属選手としてレッスル夢の試合に出つつ時折、華☆激の自主興行を開催していた。
2000年1月、事実上親会社的存在だったレッスル夢から華☆激が独立。
2001年12月、華☆激が崩壊の危機を迎えて苦渋の末に解散を宣言するも周囲の引止めにより、存続させる事を決意する。このころ大阪プロレスに参戦。
2004年8月22日、福岡市立花畑中学校体育館で「第31回卒業生アステカ凱旋チャリティー公演」を開催。
2016年7月21日、全日本プロレスホテルマリターレ創世 佐賀大会の試合終了後、控室に着いてすぐ下顎、背中、胸の激痛に襲われる。救急車を呼んでもらい、すぐに急性心筋梗塞と診断されて即手術の結果一命をとりとめる。心臓の30%が壊死して現在は心臓の負担を減らすため体重を減らすなどのリハビリ中である。余談だがアステカとは出会った時から犬猿の仲である富豪富豪夢路が、8月7日に大橋駅西口広場で開催された「大橋サマーフェスティバル」で「生きろよアステカ」と書かれた掛け軸を掲げるパフォーマンスを行った。
2017年11月12日、華☆激篠栗町民体育館大会の17人参加によるバトルロイヤルで復帰。その後もバトルロイヤルで試合を行っていた。
2018年7月14日、華☆激さざんぴあ博多多目的ホール大会の6人タッグマッチで本格復帰。

## 戦績
| 総合格闘技 戦績 | 総合格闘技 戦績 | 総合格闘技 戦績 | 総合格闘技 戦績 | 総合格闘技 戦績 | 総合格闘技 戦績 | 総合格闘技 戦績 |
| --------------- | --------------- | --------------- | --------------- | --------------- | --------------- | --------------- |
| 2 試合          | (T)KO           | 一本            | 判定            | その他          | 引き分け        | 無効試合        |
| 0 勝            | 0               | 0               | 0               | 0               | 1               | 0               |
| 1 敗            | 1               | 0               | 0               | 0               | 1               | 0               |

| 勝敗 | 対戦相手 | 試合結果                         | 大会名                               | 開催年月日    |
| △    | 一宮章一 | 5分3R終了 判定0-1                | DEEP2001 7th IMPACT in DIFFER ARIAKE | 2002年12月8日 |
| ×    | 和田良覚 | 1R 2:54 KO（スタンドパンチ連打） | DEEP2001 4th IMPACT in NAGOYA        | 2002年3月30日 |

## 得意技
聖☆スプラッシュ
垂直落下式ブレーンバスター
アステカバスター
CKと同型。
アステカボム
ブルーサンダーと同型。
追い山落とし
クロスレッグフィッシャーマンズバスターと同型。
追い山落としII
パーフェクトドライバーと同型。
バズソーキック
仰向けになった相手の上半身を起こして相手の左側頭部を振り抜いた右足の甲で蹴り飛ばす。
各種キック

## 入場曲
- BACK AT THE MOON（オジー・オズボーン）

## タイトル歴
- 博多ライトヘビー級王座
- 博多タッグ王座
- 篠栗88タッグ王座
- 大阪プロレスタッグ王座
- レッスルブレインジュニアヘビー級王座
- 九州無差別級王座
- 九州タッグ王座

## エピソード
- グラウンド技術の上手さがあり、試合展開の中でメキシカンストレッチで痛めつける場面がよく見られる。
- ストロングスタイルにルチャリブレの動きをプラスした「ストロングルチャ」を提唱している。また、ハードヒットも標榜にしている。
- ハッスルやDDTプロレスリングといったエンタメ色の強いプロレスに疑問を持っている。台本に頼らない、格闘競技・スポーツとしてのプロレスをしたいと発言している。参考までに2002年に行われた対獣神サンダー・ライガー戦後のコメントを掲載する。「対ライガー戦は華☆激がアステカが目指す理想のプロレス像でした。近年「これがプロレス」と首をかしげたくなるような物がもてはやされてマスコミ主導の下間違った方に向かっている様で悔しかったです。地方プロレス団体ということでプロレス雑誌に取り上げられることも少なく、皆さんに華☆激の理念を伝えることができませんでした。しかし、ドス・カラスから始まりエル・ソラール、初代タイガーマスクなど大物と呼ばれる方達の胸を借りて理想を追い求めて遂に獣神サンダー・ライガーにたどり着きました。試合の後「これがプロレスなんだ」と再確信しました。華☆激は今流行りのプロレスからすると反対を向いているかもしれませんが今のプロレス界が忘れてきたものを取り戻すべくがんばっていきますので皆様のご声援よろしくお願い申し上げます。ありがとうございました」。
- しかしながら大阪プロレスで、えべっさんやくいしんぼう仮面とお笑いプロレスを行っていた。
- ライガーはアステカ戦後に「アイツとはハートで試合ができる仲だよ」とコメントしてアステカに一定の評価を与えている模様である。福岡のテレビ番組「獣神道場」で2人が共演した際は仲良く談笑する姿が見られるなど良好な関係を築いている。
- プロレスリング華☆激の旗揚げからエースとして活躍してきた。だが、エースとしての絶対的な強さやカリスマ性に欠ける。ここ一番で怪我が多いのと勝率が悪い。エースでなければ無難にいい試合をする選手で良いが何かはじける物がない。その点に関しては本人も認めている。
- ライバルはディアブロとスペル・シーサー。
- ルチャリブレのマスクとアステカの文化は関係があることが、このキャラクターに結びついている。
- ビッグマッチを多数経験している。シングルマッチではドス・カラス、ライガー、鈴木みのる、タッグマッチでは佐々木健介、スペル・デルフィンと対戦している。タッグを組むことも多い。
- ライガーに「マスカラス並みだ」と言われるほど人前でマスクを脱がない。彼の素顔を知るのはごく少数の関係者のみである。
- 写真撮影時やアステカクラッチ時は力こぶを作って見せる決めポーズをよくする。
- 昔のマスクは頭の毛が白でヒゲが沢山ついていて口元が開いていたものだった。
- ジュニア8冠選手権試合がレッスル夢ファクトリーで行われた際に王者のウルティモ・ドラゴンのセコンドについていた。8本のベルトを片付けたことがあるが何のチャンピオンベルトがあったかは覚えていない。
- デスマッチ否定派である。しかし、2001年に開催された大仁田厚の自主興行熊本大会で大仁田とタッグを組んで有刺鉄線デスマッチを行った。これは食わず嫌い、やらず嫌いではなく身を持って体験した上であらためてウチのリングではデスマッチをやらないと主張するために出たと言っている。
- 高校生の頃に通っていたボディビルジムにたまたまペガサス・キッドがいた。思い切って声をかけてプロレスラーになりたいと言うアステカに彼は一緒にトレーニングをして親切に教えてくれた。その後、メキシコでデビューしたことを報告した時にすごく喜んでくれたという。そのベノワの訃報を聞いたときはショックだったと公式BBSで語っている。

## マスク職人
特技がマスク作りでマスク職人としても有名である。自分のマスクやマントも手作りでコスモ☆ソルジャーのジャケットなども制作している。プロレスラーとしての収入と平行してマスクの製作、販売も生活の収入源としている。
獣神サンダー・ライガーのマスクのうち
- バトルライガー（2005年5月14日、新日本プロレス東京ドーム大会で蝶野正洋とタッグを組んで対藤波辰爾&三沢光晴組と対戦した時のマスク。2006年8月、G1 CLIMAXに出場した時の赤と黒のマスク）
- テロリスト（口が閉じているマスク）
- ヒールユニット「C.T.U」のマスク（ライガー含めてメンバー全員分及び販売分）

以上はアステカ製である。
スペル・シーサーのマスクもアステカ製である。過去にはスペル・デメキンのマスクなども制作している。
ここ数年はザ・デストロイヤーのマスク制作を担当しており、毎年夏に納品している。

## CM出演
- ぼてぢゅう（2012年）